# Willy Kempeneers
Pour les articles homonymes, voir Kempeneers.
Willy Kempeneers dit Willy Kemp (né le 11 octobre 1939 à Ixelles et décédé le 15 octobre 2016) est un peintre, dessinateur et réalisateur belge, connu pour avoir réalisé un nombre important de courts métrages d'animation.

## Biographie
Diplômé en graphisme à l'Institut Saint-Luc de Bruxelles, Willy Kempeneers a d'abord ouvert une agence de publicité avant de se lancer dans le cinéma. 
Il expose sa peinture en 2014 à l'Espace Art Gallery à Bruxelles du 30 avril au 18 mai.  

## Filmographie partielle
- 1981 : Pipiroom
- 1982 : Exit
- 1983 : Le sapin
- 1984 : L'angélus
- 1986 : Miroir d'ailleurs sélectionné au Festival de Cannes
- 1987 : Le doigt bleu
- 1989 : Le second silence
- 1990 : La croix de la mort
- 1991 : Kleenex
- 1992 : Encolure 42 sélectionné au Festival de Cannes
- 1993 : La noyée de la roche noire
- 1994 : L'insaisissable
- 1995 : Le brigand des ténèbres
- 1996 : La soupe au lard
- 1998 : Yvavenir
- 2000 : Sacrée poubelle
- 2001 : Il était 8h05...
- 2004 : La Corde